# Phenice ifeana
Phenice ifeana är en insektsart som beskrevs av Synave 1979. Phenice ifeana ingår i släktet Phenice och familjen Derbidae. Inga underarter finns listade i Catalogue of Life.